# Alchemilla sciophilla
Alchemilla sciophilla é uma espécie de rosácea do gênero Alchemilla, pertencente à família Rosaceae.